# La Gralla i la Dalla

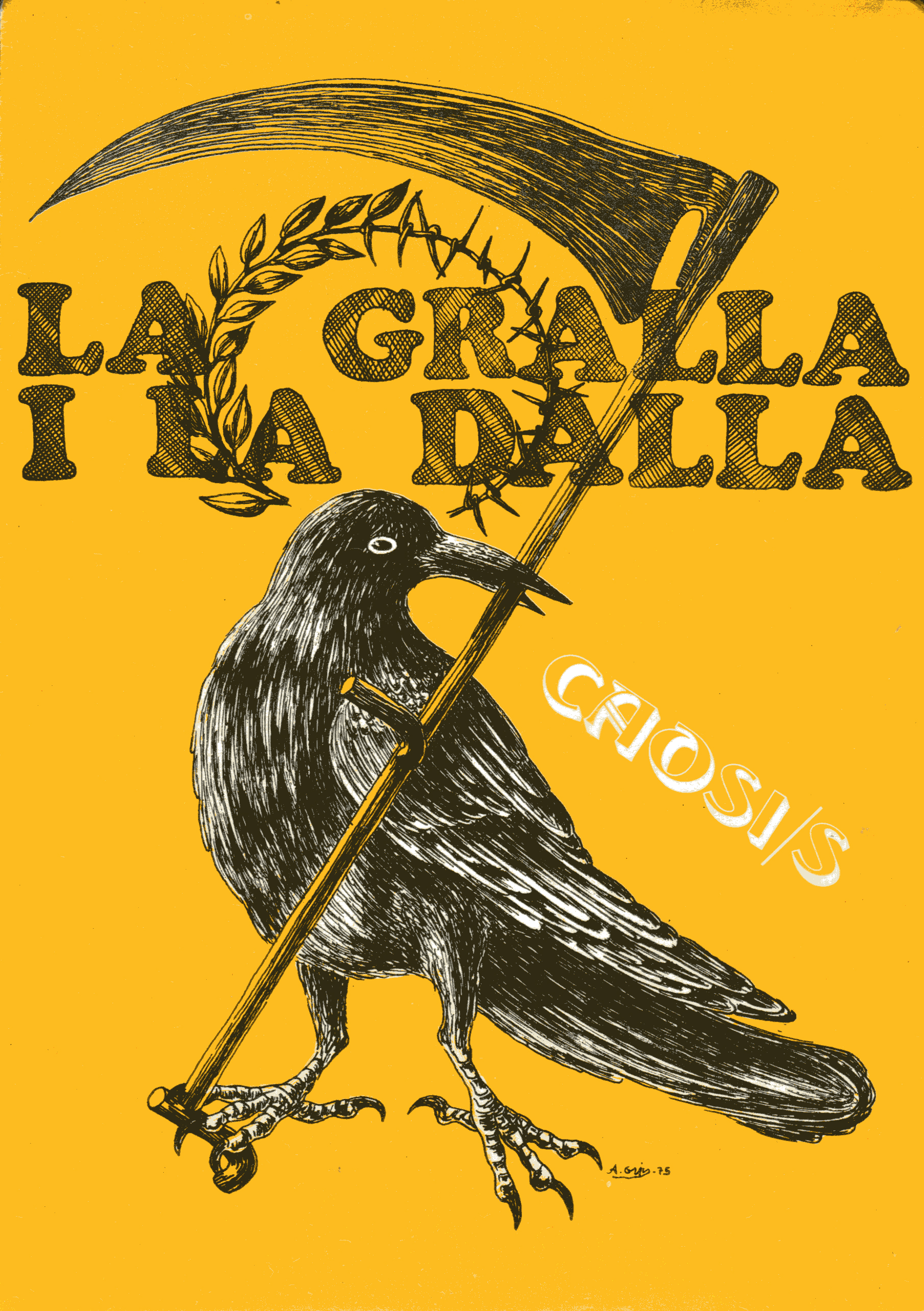
Portada de Caosi/s, recull de poesia. Andreu Guiu fou l'autor del dibuix.

La Gralla i la Dalla fou un grup poètic sorgit a Lleida (el Segrià) l'any 1974, fundat pels llavors estudiants Josep Borrell i Figuera i Francesc Pané.
El grup s'havia format el curs 1973-1974 amb estudiants de Filologia i Geografia i Història, facultats ubicades a l'antic edifici del Convent del Roser (Lleida) al carrer Cavallers.
En una primera etapa, l'any 1975 el grup va publicar Caosi/s, recull de poesia posterior a una exposició poeticovisual, muntatge que va tenir una repercussió notable en els ambients més progressistes de la ciutat de Lleida. Més tard el grup es disgregà i només hi quedaren els poetes en llengua catalana.
Les seves figures més representatives foren els ja esmentats Borrell i Pané, Eduard Falcó, Enric Pociello, Toni Castellseguer, Pep Segon, Alfons Ros, Esteve Mestre, Ignasi Aldomà, Jordi Pérez, Jordi Gener i Josep M.Gené, entre d'altres. Va editar els assajos sobre creació literària Objectes-24 (1976), Mass... suave (1976), Lloança del magall (1977) i el recull poètic Glop de llop (1978). Publicà entre els anys 1979 i 1985 la revista literària L'Estrof, que obrí nous camins en el panorama cultural de Lleida de la Transició, alhora que serví de plataforma per donar a conèixer prometedores figures literàries de les comarques ponentines.
A partir dels anys 75 a la residència dels Franciscans a Lleida, publicant llibres, publicant poesia al Diari de Lleida, impulsant la figura del Marius Torres, amb el canvi del nom de l'institut pel nom del poeta, i tantes altres accions. El grup es dissolgué formalment l'any 1985 arran de la desaparició del poeta mollerussenc Toni Castellseguer, un dels membres més compromesos.